# مغذي أصغر
المغذي الأصغر أو المغذيات الدقيقة أو المغذي زهيد المقدار (بالإنجليزية: Micronutrient)‏ هو عنصر كيميائي يحتاجه الكائن الحي بكميات قليلة لتغذيته خلال حياته. المغذيات الصغرى أو الطفيفة ضرورية لعمل الأجهزة الحيوية ونقصها يضر بالكائن الحي سواء كان إنساناً، أو حيواناً أو نباتاً. وقد سميت تلك المغذيات بالصغرى نظراً لقلة الكمية اللازمة منها مقارنة بالعناصر الكبرى. الكميات التي يحتاجها الإنسان مثلاً من المغذيات الصغرى تكون في حدود 100 ميليجرام في اليوم للشخص البالغ، أما المغذيات الكبرى فيحتاج الإنسان منها أضعاف تلك الكمية.
يحصل الإنسان على تلك المغذيات الصغرى عند تناوله الخضراوات والفاكهة، ولهذا يُفَضّل أن تكون طازجة.

## المغذيات الصغرى لدى الإنسان
المغذيات الصغرى لا تمد الجسم بالطاقة فهذه وظيفة المغذيات الكبرى (من كربوهيدرات وبروتين ودهون). تشمل المغذيات الصغرى الفيتامينات وأملاح معدنية وعناصر زهيدة Trace elements ومواد نباتية ثانوية. وتعمل «كعامل مساعد» حيث تساعد أجهزة الجسم في القيام بوظائفها بطريقة صحيحة، مثل عملية التمثيل الغذائي، وتنمية الخلايا وما يرتبط بها من تجديد لخلايا الجلد وخلايا العظام وكرات الدم، أو التوصيل بين الخلايا العصبية.
و تعمل بعض المغذيات الصغرى أيضا كمساعد للإنزيمات، وهي أيضاً لبِنات لبنية الهرمونات، مثل اليود الذي يدخل في تكوين هرمون الغدة الدرقية، وبعضها يعمل ككهرل لتوصيل الأيونات بين الخلايا أو يعمل كمضاد أكسدة.

## حالات نقص المغذيات الدقيقة
في العادة يكتفي جسم الإنسان بما يحصل عليه في غذائه من تلك المواد مثل الحديد والبوتاسيوم والسيلينيوم واليود عندما ينوع طعامه بالأنواع المختلفة من الخضروات والفاكهة والأسماك واللحوم. ويبقى الجسم بلا إشارات واضحة في حالة قلة تعاطي الإنسان لتلك المواد في غذائه لفترة قصيرة، حيث يلجأ الجسم إلى استهلاك المخزون منها، وهي تخزن في العظام والأنسجة الضامة والجلد وفي الكبد والعضلات. ولكن إذا نقصت كمياتها بسبب المرض أو بسبب سوء التغذية لمدة طويلة فتبدأ أعراض مرضية تظهر على الجسم.

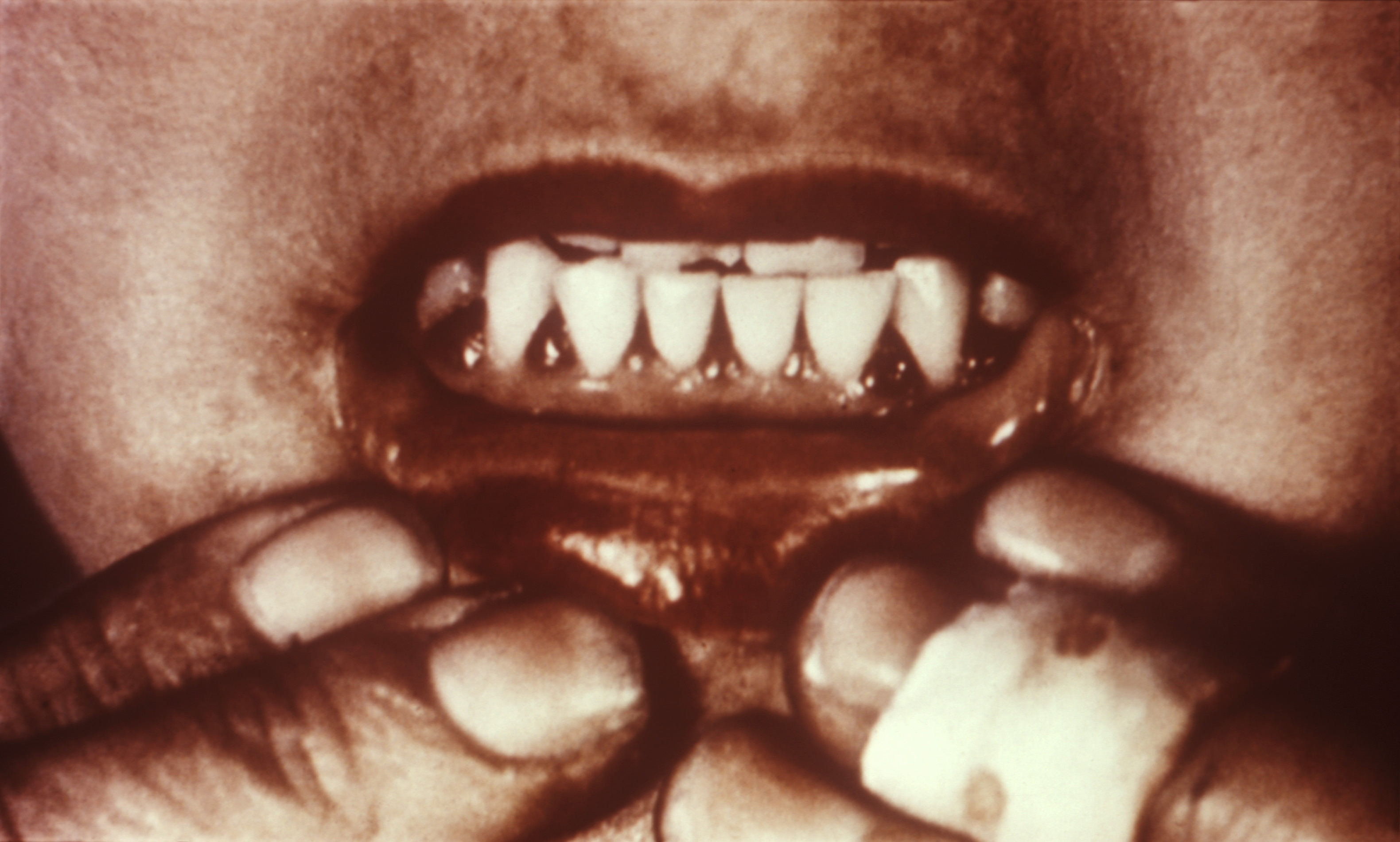
لثة مصابة، أحد أعراض الاسقربوط (بثع).

كذلك يؤدي نقص الفيتامينات إلى اختلال التمثيل الغذائي وعملية الهضم، وبحسب نقص أحد الفيتامينات تظهر أعراض على الجسم، فمثلا يؤدي نقص فيتامين سي إلى مرض لين العظام ونقص فيتامين دي يؤدي إلى مرض ضعف الشعيرات الدموية؛ كما يتسبب نقص فيتامين أ في العمى الليلي حيث يدخل في تركيب أصباغ خلايا شبكية العين.
وفي النباتات، يؤدي انخفاض تركيز العناصر في التربة أو عدم القدرة على امتصاصها إلى انخفاض تركيزها في أنسجة النبات، وأحياناً إلى أعراض متعلقة بالعوز. على سبيل المثال، من حالات العوز المسجلة على النباتات عوز النتروجين وعوز الحديد وعوز البوتاسيوم وعوز السيلينيوم.

## مبادرات الصحة العامة للإنسان
أثناء مؤتمر القمة العالمي للطفل عام 1990 حددت الدول المجتمعة أن العجز في اثنين من الأملاح الدقيقة الايودين والحديد، وفي أحد المغذيات الدقيقة وهو فيتامين (أ)، يكون أكثر شيوعاً في الدول النامية مما يؤدي إلى أخطار في الصحة العامة لهذه البلدان.
حددت القمة أهدافاً للقضاء على هذا العجز، وأُسست مبادرة المغذيات الدقيقة في أوتاوا لهذا الغرض فأصبحت مهمتها تولى البحث وتمويل وتنفيذ برامج المغذيات الدقيقة، ومع تطور هذه البرامج، توصلت الأبحاث في التسعينيات إلى تطبيق لبرامج في المكملات الغذائية التي تحتوي على حمض الفوليك والزنك.
كانت البرامج التي شغلت الأولية للمبادرة هي المكملات الغذائية التي تحتوي فيتامين (أ) للأطفال من 6 أشهر إلى 59 شهر، ومكملات الزنك لعلاج للإسهال، ومكملات الحديد وحمض الفوليك للنساء في سن الإنجاب، ولملح اليود، ولتقوية السلع الغذائية الأساسية، ولصناعة مساحيق المغذيات الدقيقة المتعددة، وللتقوية البيولوجية للمحاصيل، وللتربة الغذاء المناسب.

## ملح اليود
خلط الملح باليود يتيح للإنسان الكمية التي يحتاجها من الايودين، حيث يتم إضافة يودات البوتاسيوم على الملح بعد تنقيته وتجفيفه ثم يعبأ، على الرغم من أن إضافة اليود على النطاق الواسع تعد أكثر كفاءة، ولكن بسبب كثرة صناعة الملح على النطاق الضيق وتطورها في الدول النامية تقوم المنظمات الدولية بالعمل مع حكومات الدول النامية للتعرف على الصناع الصغار للملح ودعمهم في عملية إضافة اليود.
في عام 1990، كانت أقل من 20 بالمئة من المنازل تستخدم الملح باليود، ولكن بحلول 1994 كانت قد كونت الشركات الدولية حملة عالمية لإضافة اليود على الملح. في 2008، تقدّر استخدام 72 بالمئة من المنازل في الدول النامية للملح باليود وبلغ عدد الدول التي كان يعد عجز اليود بها مشكلة من مشكلات الصحة العامة 47 دولة بدلاً من 110 دولة.

## مكملات فيتامين (أ)
في 1997 تلقت برامج مكملات فيتامين (أ) القومية دفعة عندما ناقش الخبراء التوسع السريع لنشاط المكملات ومبادرات المغذيات الدقيقة حيث قامت الحكومة الكندية بإمداد مكملات فيتامين (أ) لليونيسف.
ينصح بإعطاء الأطفال من 6 أشهر إلى 59 شهر جرعتين من فيتامين (أ) سنوياً في المناطق التي تعاني من عجز في مكملات فيتامين (أ). في العديد من البلدان، يستخدم فيتامين (أ) في التطعيمات وحملات العناية الصحية.
استهدفت الجهود الدولية التي تعمل على مكملات فيتامين (أ) 103 دولة ذات الأولوية. في عام 1999، حصل 16 بالمئة من الأطفال في هذه البلدان على جرعتين في العام. في عام 2007، ارتفع المعدل إلى 62 بالمئة من الأطفال.
توفر مبادرة المغذيات الدقيقة برعاية الحكومة الكندية 75 بالمئة من مكملات فيتامين (أ) في الدول النامية.

## الملح مزدوج التحصين
الملح مزدوج التحصين أحد وسائل توفير الحديد الغذائي، حيث يقوم إضافة الأيودين والحديد للملح. ابتكرها فينكتيش مانار الرئيس التنفيذي لمبادرة المغذيات الدقيقة والبروفيسير ليفينت ديوسادى رئيس جامعة تورونتو الذي اكتشف وسيلة لتغليف حبيبات الملح بدهن نباتي لمنع تفاعلات سلبية بين الأيودين والحديد.
في الهند، تم إنتاج الملح  مزدوج التحصين تحت اسم (ملح تاتا بلس) الذي سُعّر بثمن اقتصادى يبلغ 20 روبية للكيلو والذي صنعته المؤسسة القومية للغذاء فى حيدر أباد، حيث حصلت شركة تاتا للكيماويات على تكنولوجية ازدواج تحصين الملح ومذكرة تفاهم من المؤسسة القومية للغذاء بعد دراسات كثيرة عن توافره ضمن طبقات الشعب التي قامت به المؤسسة.
استخدم في السياسات العامة في 2004 للمرة الأولى، وفي سبتمبر عام 2010، تم إنتاج الملح مزدوج التحصين في ولاية تاميل نادو الهندية وتم توزيعه من خلال نظام توزيع الطعام في المدارس واستخدم أيضاً لمحاربة أنيميا نقص الحديد في ولاية بيهار الهندية.
في عام 2010، حصل فينكيش مانار على جائزة التكنولوجيا المعتمدة في كاليفورنيا نظراً لجهوده في تطوير ازدواجية تحصين الملح.

## السماد المخصب بالمغذيات الدقيقة
أدى تخصيب السماد بالمغذيات الدقيقة لنتائج عظيمة لصحة الإنسان والتنمية الاقتصادية والاجتماعية. حيث أثبتت الدراسات أن تخصيب السماد بالمغذيات الدقيقة لا تفيد في تقوية ضعف النباتات فقط ولكنها مفيدة للإنسان والحيوان أيضاً من خلال السلسلة الغذائية. حيث قدر تقرير البنك الدولي في عام 1994 أن سوء التغذية من المغذيات الدقيقة يكلف الدول النامية 5 بالمئة من الناتج القومي المحلى لهم، حيث أوضح بنك التنمية الآسيوي أهمية القضاء على عجز المغذيات الدقيقة من خلال البيان التالي:
«مع تزايد الفهم لمدى وتأثير سوء التغذية للمغذيات الدقيقة، أظهرت العديد من التدخلات جدوى وفوائد تصحيح نظم الغذاء ومنع نقصها، حيث أن توزيع الأقراص زهيدة الثمن ومحاولة تنويع الأطعمة لتشمل الأطعمة الغنية بالمغذيات الدقيقة أو تدعيم الأطعمة المستهلكة يمكنها أن تتحدث فرقاً كبيراً. وأن تعديل كميات الأيودين وفيتامين (أ) والحديد من شأنها زيادة معدل ذكاء السكان بفرق من 10 إلى 15 نقطة، ويقلل نسبة وفيات الأمهات للربع، ويقلل نسبة وفيات الأطفال ل40 بالمئة، ويضاعف القدرة على العمل. وإن القضاء على العجز في هذه الأغذية ستقلل من تكاليف التعليم والعناية الصحية، وتحسن نسبة العمل والإنتاج، وتسرع من النمو الاقتصادى العادل والتنمية المحلية. حيث أن تحسين التغذية ضرورياً في التنمية الاقتصادية فإن القضاء على سوء التغذية للمغذيات الدقيقة تعادل الفعالية من حيث التكلفة مع أفضل التدخلات في الصحة العامة والتدعيم هو أفضل إستراتيجية.»

## معالجة قصور الزنك من خلال التخصيب بالزنك
تظهر التجارب أن إضافة السماد المصنوع من الزنك للتربة و الورقيات من الممكن أن يقلل نسبة حمض فيتات الزنك في الحبوب. حيث أن الأشخاص الذين يأكلون الخبز من القمح الغني بالزنك تزيد نسبة الزنك في دمهم بشكل ملحوظ، مما يعني أن استخدام السماد الغنى بالزنك من أهم الوسائل التي يمكن إتباعها لمواجهة قصور الزنك.
في المناطق التي يعد قصور الزنك من العوامل التى تحد الزراعة، يستخدم السماد الغني بالزنك لزيادة إنتاج المحاصيل، حيث أن إنتاج المحاصيل التي تحتوي على كل المغذيات الأساسية بما فيهم الزنك  بشكل متساوي تعد  إستراتيجية إدارية فعالة من حيث التكلفة، وفي الأماكن التي تحتوي على الزنك يجب إضافة الزنك إذا استنزفت في التربة.

## المغذيات الدقيقة للنبات
يوجد حوالي سبعة أنواع من المغذيات الدقيقة الضرورية لصحة ونمو النباتات والتي تحتاجها التربة بكميات قليلة جداً:
- البورون: يعتقد أنه مشترك في نقل الكربوهيدرات للنبات وأيضاً يساعد في تنظيم التمثيل الغذائي ويؤدي نقصان البورون إلى موت البراعم.
- الكلورين: وهو عامل أساسي للتناضح والتوازن الأيوني وأيضاً يلعب دوراً رئيسياً في البناء الضوئي للنبات.
- النحاس: وهو مكوّن لبعض الإنزيمات، وأعراض نقص النحاس تتمثل في إسمرار أطراف أوراق الشجر وقلة الكلوروفيل.
- الحديد: وهو أساسي لتكوين الكلوروفيل حيث يؤدي نقصه إلى قلة الكلوروفيل.
- المنجنيز: يفعل بعض الإنزيمات منها تكوين الكلوروفيل، حيث يؤدى عجزه إلى فقر في الكلوروفيل بين الأنسجة وفي الأوراق وتعتمد كمية المنغنيز  نسبياً إلى نسبة الرقم الهيدروجيني في التربة.
- الموليبنديم: ضروري لصحة النبات، حيث يفيد النبات من خلال تقليل نسبة النيترات وتحويله لأنواع مفيدة، فإن بعض النباتات تحتاجه لتثبيت نسبة النيتروجين، لذلك من المفضل أن يتم تزويده في التربة التي يزرع عليها البقوليات.
- الزنك: يشترك في تكوين الكلوروفيل ويقوم بتفعيل بعض الإنزيمات، حيث أن أعراض قصور الزنك هي نقص الكلوروفيل والتقزم.  

### التقوية الحيوية للمحصول
إن نقص المغذيات الدقيقة منتشر فإن51% من تربة الحبوب ينقصها الزنك و 30% من التربة المزروعة عالمياً ينقصها الحديد. وقد أدى نمو المحاصيل (خاصةً خلال الثورة الزراعية) إلى تفاقم مشكلة استنزاف المغذيات الدقيقة في التربة تدريجياً. عادةً، يضع المزارعون مغذيات دقيقة عندما تظهر أعراض نقص في المحاصيل، حيث أن نقص المغذيات الدقيقة يؤدى إلى نقص المحاصيل قبل أن تظهر الأعراض، بعض الممارسات الزراعية المنتشرة (مثل تجيير التربة الحمضية) تؤدي إلى نقص المغذيات الدقيقة في المحاصيل عن طريق تقليل المغذيات الدقيقة المتوفرة في التربة، وأيضاً يشتبه أن زيادة استخدام الجليفوسفات يؤدي إلى ضعف امتصاص المحاصيل للمغذيات الدقيقة، خاصةً المنغنيز والحديد والزنك.
تستخدم التقوية البيولوجية للمحاصيل الزراعية - وهي تحسين مستوى الفيتامينات والمعادن عن طريق التكنولوجيا الحيوية للنبات -  في مناطق كثيرة في العالم لمعالجة نقص المغذيات الدقيقة في مناطق الفقر وسوء التغذية.

## المغذيات الصغرى لدى النبات
هناك 8 عناصر صغرى مهمة لدى النبات ويحصل عليها من التربة أو بمساعدة الأسمدة:
- البورون
- الحديد
- النحاس
- الزنك
- المنغنيز
- الموليبدينوم
- الكلور
- النيكل

يعتبر الكوبالت مهماً أيضاً في بعض النباتات مثل البقوليات، لأنه يلزم في عملية تثبيت النيتروجين.
وبالإشارة إلى المغذيات الكبرى للنبات فهي: ثاني أكسيد الكربون، والماء والأكسجين، وينمو النبات بمساعدة ضوء الشمس، بعملية تعرف بالتمثيل الضوئي.

## طالع أيضًا
- مغذي
- عنصر أكبر.
- عنصر زهيد.
- تغذية النبات.
- قيمة غذائية